# Phosphila
Phosphila is een geslacht van vlinders van de familie Uilen (Noctuidae), uit de onderfamilie Hadeninae.

## Soorten
- P. dogmactica Dyar, 1916
- P. lacruma Schaus, 1894
- P. miselioides Guenée, 1852
- P. turbulenta Hübner, 1827
- P. xylophila Walker, 1858